# Diafragma toràcic
El diafragma toràcic o, senzillament, diafragma, (del llatí diaphragma, i aquest del grec διάφραγμα: diá, "a través de", "diferència"; phrag, "separació"; -ma) és el múscul que com un envà, separa l'abdomen i el tòrax. Està situat davall dels pulmons i per damunt dels òrgans de l'aparell digestiu. Antigament era anomenat septum transversum. Característic dels mamífers, també el trobem en altres vertebrats com els rèptils.

## Estructura i funció

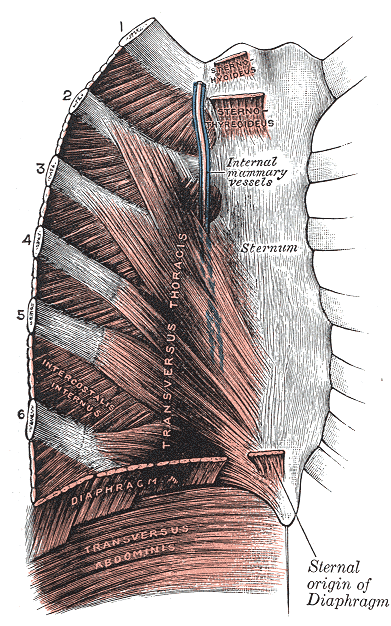
Dibuix anatòmic del tòrax humà on es pot observar el diafragma.

La seva estructura en forma de cúpula comprèn una porció muscular perifèrica i una de central aponeuròtica o tendinosa anomenada centre frènic. Té uns orificis o hiatus per on passen l'esòfag, els dos nervis pneumogàstrics, l'aorta, la vena cava inferior i altres vasos i nervis. És el principal múscul inspiratori, ja que en contreure's fa augmentar el volum toràcic. Quan el diafragma es relaxa l'aire és expirat per la mateixa elasticitat dels teixits pulmonars. També intervé en actes reflexos o voluntaris com la defecació, orinar, riure, en el singlot i el vòmit.

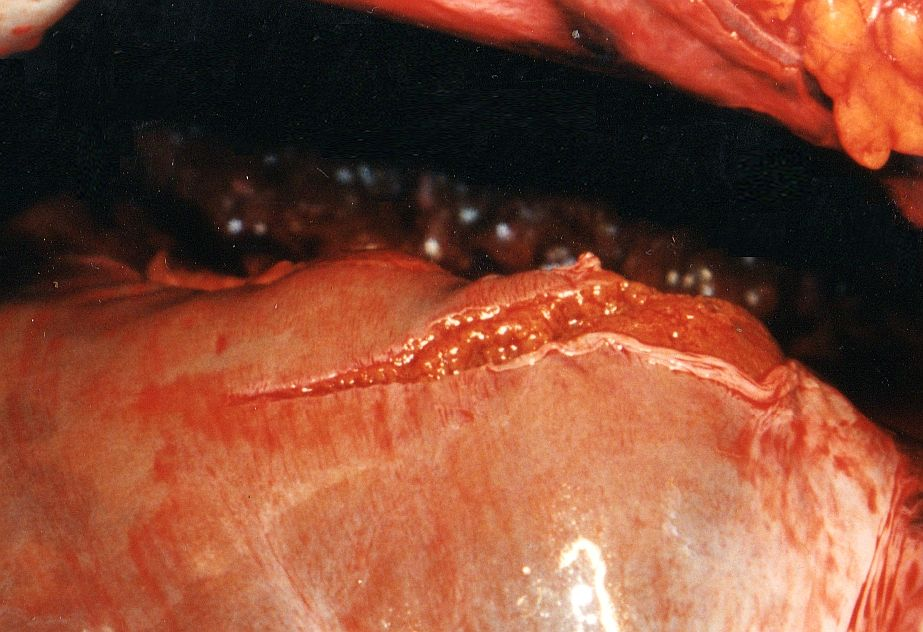
Ruptura diafragmàtica per traumatisme

## Altres diafragmes
Hi ha altres diafragmes en diferents parts del cos i sempre són envans d'estructura musculomembranosa que separen cavitats naturals:
- Diafragma urogenital.
- Diafragma pelvià. És la part superior del perineu i està constituït pels músculs elevadors de l'anus i els músculs isquiococcigeals. Per sobre d'aquest diafragma muscular hi ha l'aponeurosi pelviana.
- Diafragma pituïtari, a la hipòfisi.
- Diafragma de la boca.